# Tristanlijster
De tristanlijster (Turdus eremita; synoniem: Neocichla eremita) is een zangvogel uit de familie Turdidae (lijsters). Het is een voor uitsterven gevoelige endemische vogelsoort van de eilandengroep rond Tristan da Cunha en dit eiland zelf.

## Taxonomie
Deze lijster is volgens moleculair genetisch onderzoek nauw verwant aan Zuid-Amerikaanse lijstersoorten uit het geslacht Turdus en daarom in dit geslacht geplaatst.

## Kenmerken
De vogel is 22 tot 23 cm lang en weegt 72 tot 110 g, dit is het formaat van een zanglijster. De vogel is dofbruin van boven, met wat roodbruin op de vleugel. Van onder is deze lijster licht roodbruin met donkerbruine stippen, die in een lijnvorm lopen tot op de buik. De onderstaartdekveren zijn  egaal licht okerkleurig. De ondersoorten van  Inaccessible en de Nightingale-eilanden zijn wat groter en die van de Nightingale-eilanden zijn bovendien donkerder.

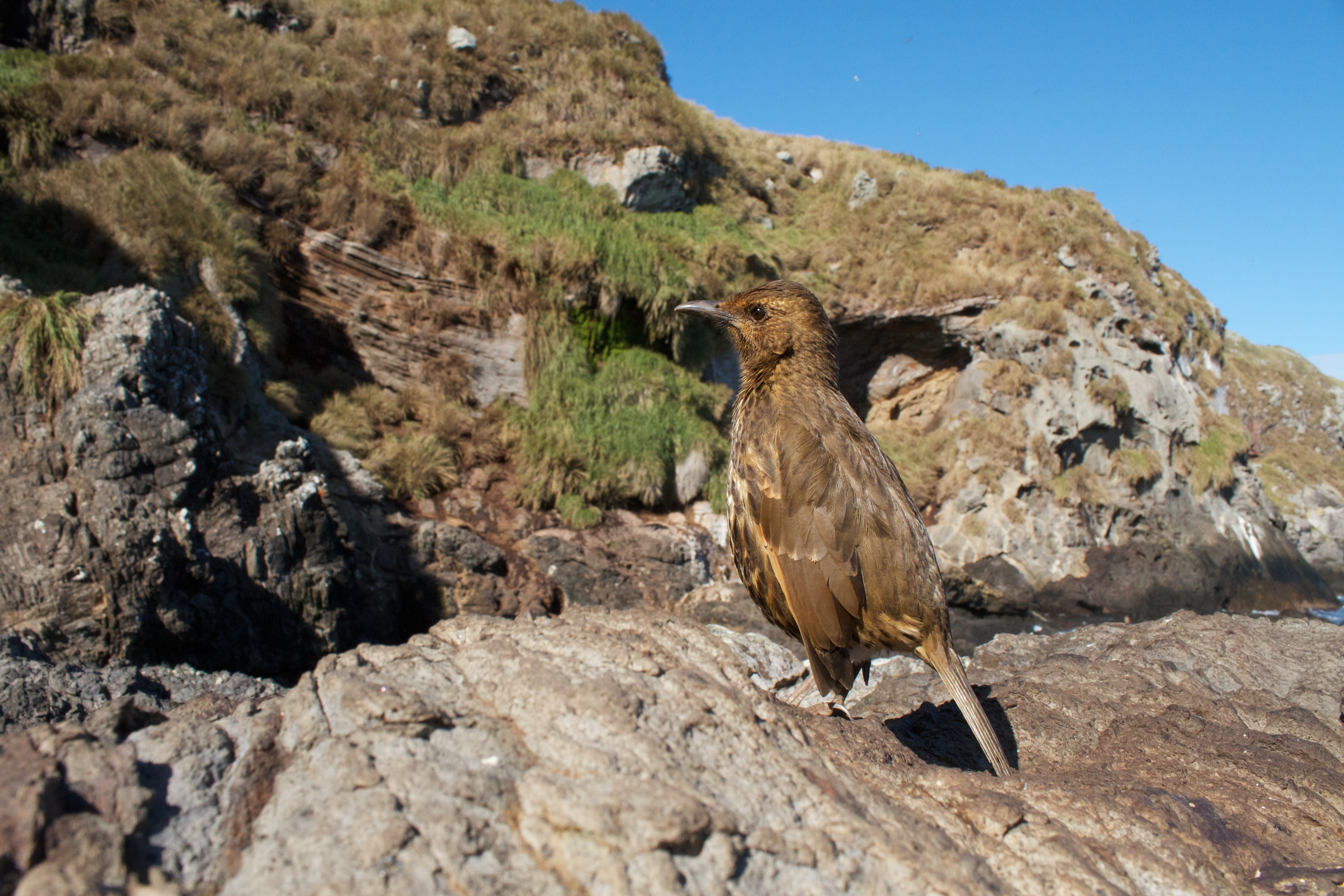
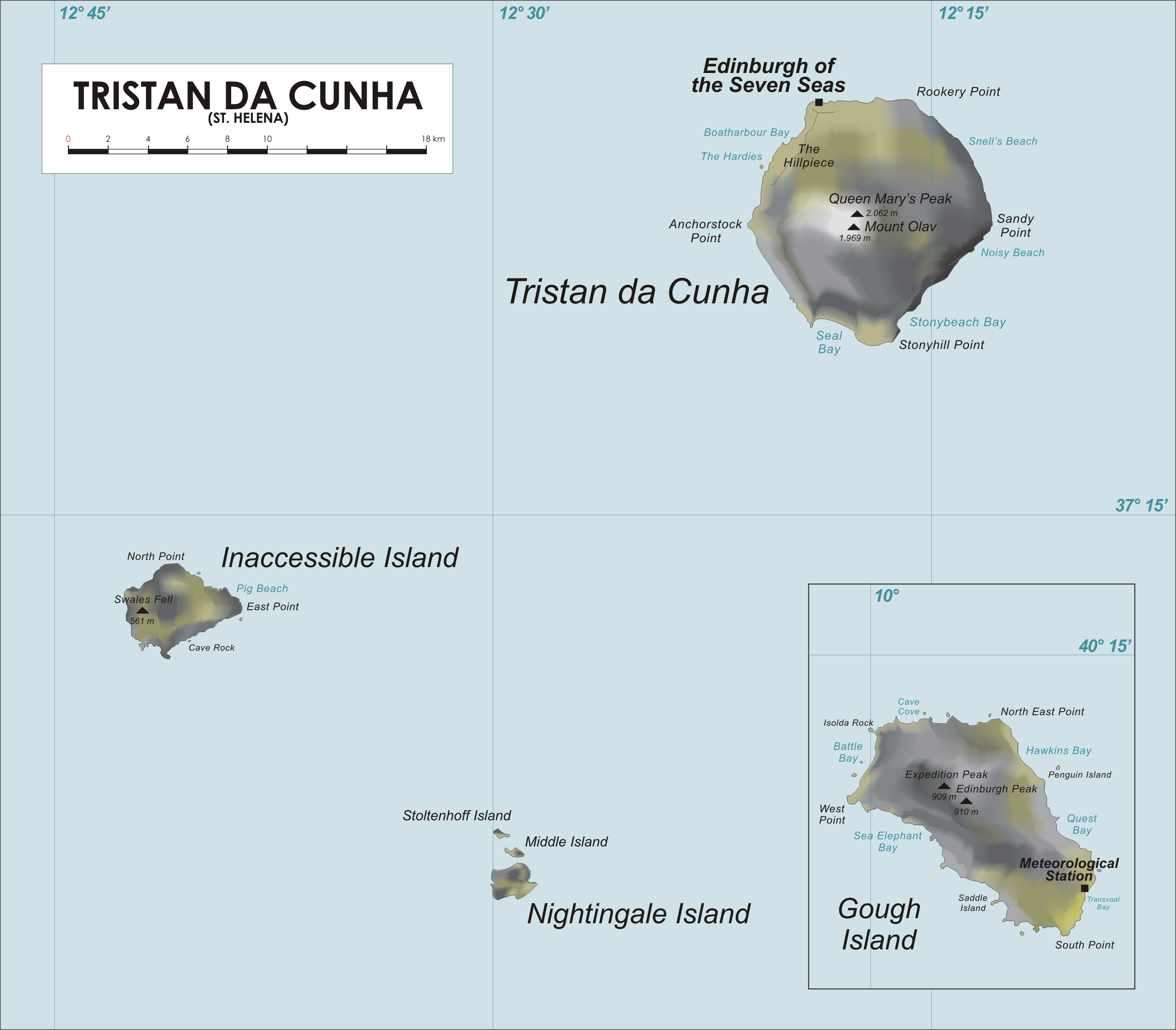
kaart van de archipel

## Verspreiding en leefgebied
Er zijn drie ondersoorten:
- T. e. eremita: Tristan da Cunha.
- T. e. gordoni: Inaccessible.
- T. e. procax: Nightingale-eilanden.

De vogel bewoont verschillende soorten leefgebieden, zoals hellingen met laag struikgwas, grote graspollen (tussocks) en varens en terrein met grote rotsblokken langs zeekusten. De vogel heeft een zeer opportunistisch foerageergedrag en voedt zich met insecten, aardwormen, maar ook vis- en keukenafval, dode vogels; ook is waargenomen dat hij de kuikens van zeevogels kan doden en opeten.

## Status
De tristanlijster heeft een beperkt verspreidingsgebied en daardoor is de kans op uitsterven aanwezig. De grootte van de populatie werd in de jaren 1970 per eiland vastgesteld. In 2000 waren er volgens een ruwe schatting 1500 tot 7000 volwassen vogels. Op Tristan da Cunha vormen ratten een gevaar voor de soort. Er zijn daarom tristanlijsters van andere eilanden daar heen gebracht en daardoor treedt hybridisatie tussen ondersoorten op. Om deze redenen staat deze soort als gevoelig op de Rode Lijst van de IUCN.